# Kalkriese

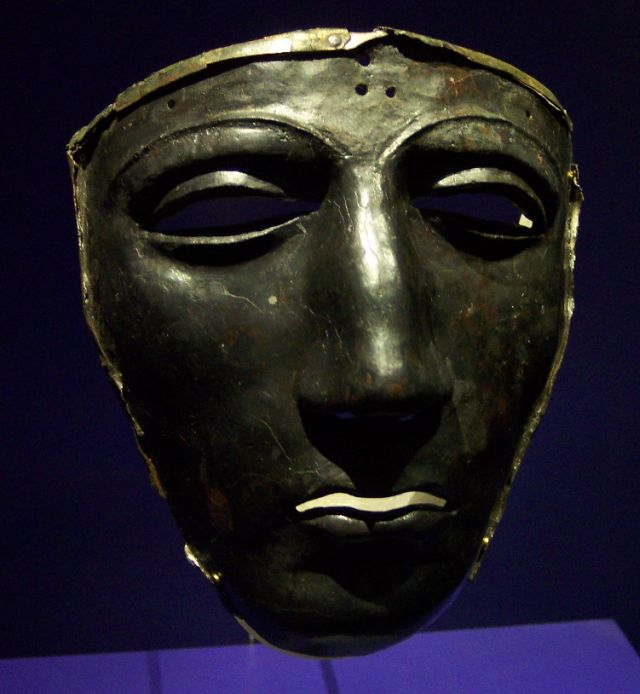
Máscara de un soldado romano en el Museo de Kalkriese.

Kalkriese es una colina de 157 metros de alto en Baja Sajonia, Alemania. Es difícil pasar a lo largo de la ladera norte de Kalkriese debido a que se tienen que atravesar numerosos arroyos hondos y riachuelos. Al norte del Kalkriese hay un amplio pantano, que se extiende hacia el norte durante una larga distancia. Se asume que es el lugar arqueológico de la batalla del bosque de Teutoburgo. Se cree que saltus Teutoburgiensis (nombre en latín del bosque de Teutoburgo) podría referirse a una franja de tierra cultivada con una anchura de 220 m entre Kalkriese y una gran ciénaga.

## Arqueología

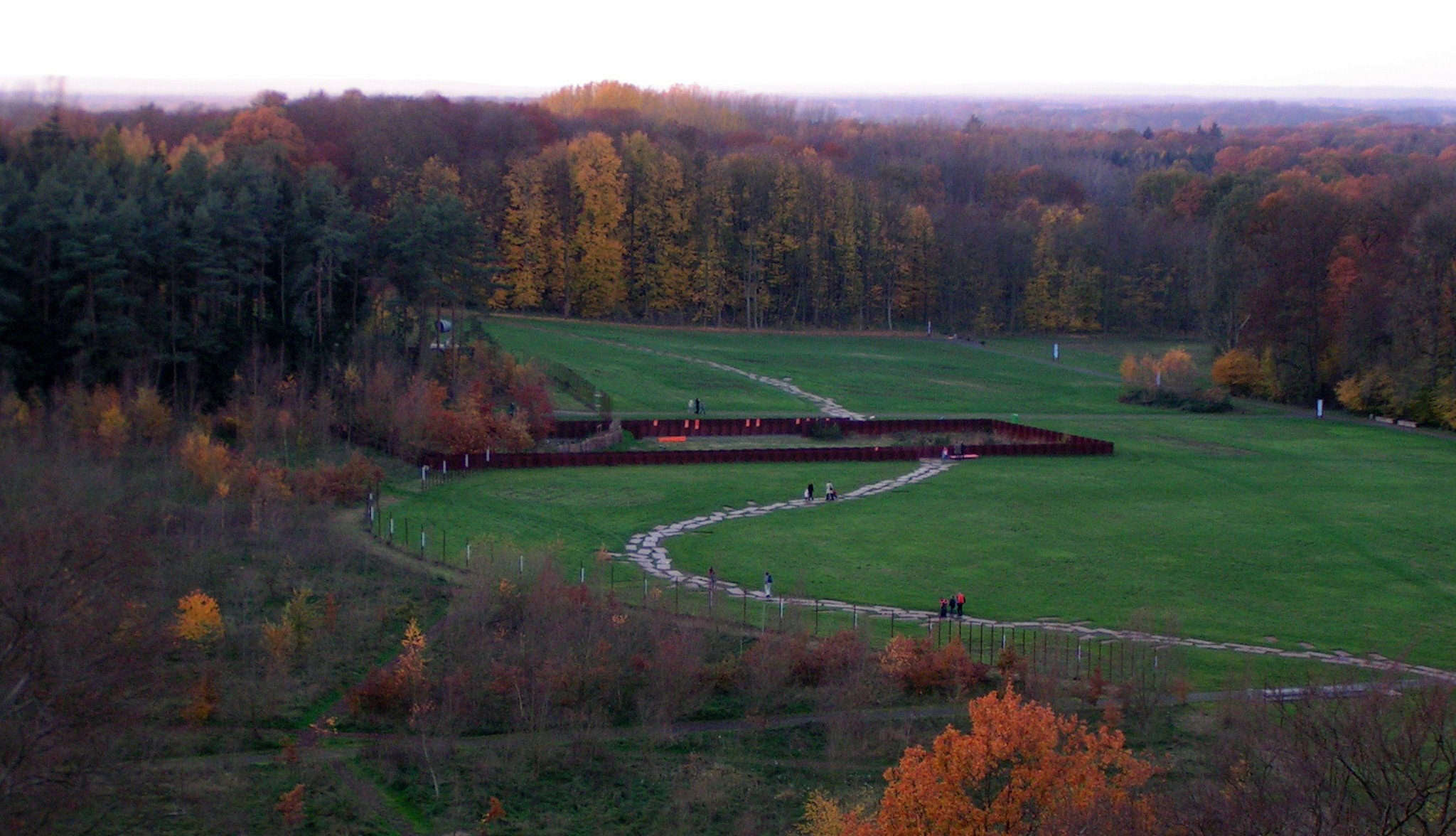
Sitio donde se sospecha tuvo lugar la batalla final al norte de la colina Kalkriese.

Desde el comienzo de las exploraciones oficiales en 1988, más de 5.500 objetos romanos, principalmente piezas de equipamiento militar, han sido encontrados en una superficie de 17 km²: espadas y dagas romanas, partes de jabalinas y lanzas, puntas de flecha, piedras de honda, fragmentos de yelmos, clavos de sandalias de los soldados, cinturones, corchetes de cotas de malla y fragmentos de armadura. Entre los más significativos objetos están la más antigua máscara imperial conocida, que era un complemento de algunos soldados de caballería. Otros objetos son cierres, llaves, navajas, una escala, pesos, navajas de afeitar, cinceles, martillos, piquetas, cubos, anillos, instrumentos quirúrgicos, cajas de sellos, una aguja, calderos, cazuelas, cucharas y ánforas. La joyería, las horquillas y un broche en forma de disco sugieren la presencia de mujeres (en los antiguos ejércitos, los soldados eran seguidos por sus esposas e hijos y por prostitutas). Uno de los objetos con inscripciones es un peso de plomada con "CHOI", o "C(o)HO(rtis) I" , es decir "perteneciente a la primera cohorte". El otro está en el cierre de una cota de malla: "M AIUS (cohortis) I (centuriae) FABRICI(i) M AII (cohortis) I (centuriae) FAB(ricii)" ("Marco Ayo de la cohorte I, centuria de los fabricii; perteneciente a Marco Ayo de la I cohorte, centuria de  Fabricio"). La moneda acuñada para celebrar que Augusto había adoptado a sus nietos Lucio y Gayo en el año 2 a. C. también se encontró en Kalkriese.